# Saison 1 d'Ash vs. Evil Dead
Chronologie
Saison 2
Cet article présente les dix épisodes de la première saison de la série télévisée américaine Ash vs. Evil Dead.

## Synopsis
Ash Williams, ex tueur de démons, vient de passer ses 30 dernières années à vivre dans un camping car et bosser comme vendeur dans un magasin. Mais un soir où il est fortement alcoolisé, il fait l’erreur de lire le Nécronomicon qui fait revenir les Cadavéreux, qui menacent ainsi de détruire l'humanité, Ash est contraint de sortir de sa retraite de tueur de démons pour sauver le monde à l'aide de son fusil Remignton calibre 12 à canon scié et de sa tronçonneuse fixé à sa main droite. Mais cette fois, il n'est plus seul pour combattre les forces du Mal. Il sera aidé de Pablo et Kelly, deux vendeurs du magasin où il travaille. Ash sera traqué par deux femmes, une policière et une femme mystérieuse qui prétend vouloir se venger d’Ash...

## Distribution

### Acteurs principaux
- Bruce Campbell (VF : Thierry Mercier) : Ash Williams
- Ray Santiago (VF : Fabrice Fara) : Pablo Simon Bolivar
- Dana DeLorenzo (VF : Charlotte Correa) : Kelly Maxwell
- Jill Marie Jones (VF : Sylvie Jacob) : Amanda Fisher
- Lucy Lawless (VF : Céline Monsarrat) : Ruby Knowby

### Acteurs récurrents et invités
- Mimi Rogers (VF : Élisabeth Fargeot) : Suzy Maxwell, la mère de Kelly
- Phil Peleton : le père de Kelly
- Andrew Grainger (VF : Bertrand Dingé) : Lieutenant Boyle
- Damien Garvey (en) : Mr. Roper
- Hemky Madera (en) : Brujo
- Ben Fransham (en) (VF : Jean-François Cros) : Eligos
- Samara Weaving : Heather
- Peter Feeney (VF : Jean Rieffel) : Lem
- Ido Drent (en) : Brad
- Indiana Evans : la femme de Brad
- Kelson Henderson (de) (VF : Marc Saez) : Lionel Hawkins
- Marissa Stott (en) : Lucy
- Rebekkah Farrell : Linda, la fiancée de Ash

## Liste des épisodes

### Épisode 2:L'Appât
- États-Unis : 7 novembre 2015 sur Starz
- France : 
  - 7 janvier 2016 sur OCS Choc (en VOST)
  - 15 mai 2016 sur OCS Choc (en VF)

- États-Unis : 276 000 téléspectateurs[2] (première diffusion)

- Mimi Rogers (Suzy Maxwell)
- Damien Garvey (en) (Mr. Roper)
- Phil Peleton (Père de Kelly)
- Jacque Drew (June)
- Andrew Grainger (Lieutenant Boyle)
- Joseph Wycoff (Phil)

### Épisode 3:Les livres de l'au-delà
- États-Unis : 14 novembre 2015 sur Starz
- France : 
  - 7 janvier 2016 sur OCS Choc (en VOST)
  - 22 mai 2016 sur OCS Choc (en VF)

- États-Unis : 383 000 téléspectateurs[3] (première diffusion)

- Ben Fransham (Eligos)
- Kelson Henderson (Lionel Hawkins)

### Épisode 4:Brujo
- États-Unis : 21 novembre 2015 sur Starz
- France : 
  - 7 janvier 2016 sur OCS Choc (en VOST)
  - 22 mai 2016 sur OCS Choc (en VF)

- États-Unis : 448 000 téléspectateurs[4] (première diffusion)

- Hemky Madera (Brujo)
- Kelson Henderson (Lionel Hawkins)
- Ben Fransham (Eligos)
- Bridget Hoffman (Little Lori)

### Épisode 5:Le Démon intérieur
- États-Unis : 28 novembre 2015 sur Starz
- France : 
  - 14 janvier 2016 sur OCS Choc (en VOST)
  - 29 mai 2016 sur OCS Choc (en VF)

- États-Unis : 430 000 téléspectateurs[5] (première diffusion)

- Ben Fransham (Eligos)
- Hemky Madera (Brujo)

### Épisode 6:Les Trois Mousquetaires
- États-Unis : 5 décembre 2015 sur Starz
- France : 
  - 14 janvier 2016 sur OCS Choc (en VOST)
  - 29 mai 2016 sur OCS Choc (en VF)

- États-Unis : 402 000 téléspectateurs[6] (première diffusion)

- Andrew Grainger (Lt Boyle)
- Peter Feeney (Lem)

### Épisode 7:Le Feu occulte
- États-Unis : 12 décembre 2015 sur Starz
- France : 
  - 21 janvier 2016 sur OCS Choc (en VOST)
  - 5 juin 2016 sur OCS Choc (en VF)

- États-Unis : 452 000 téléspectateurs[7] (première diffusion)

- Peter Feeney (Lem)
- Mark Mitchinson (Crosby)
- Mike Estes (Austin)
- Milo Cawthorne (Delmont)
- Jordan Mooney (Lance)

### Épisode 8:Retour au bercail
- États-Unis : 19 décembre 2015 sur Starz
- France : 
  - 21 janvier 2016 sur OCS Choc (en VOST)
  - 5 juin 2016 sur OCS Choc (en VF)

- États-Unis : 465 000 téléspectateurs[8] (première diffusion)

- Ido Drent (Brad)
- Samara Weaving (Heather)
- Rebekkah Farrell (Linda)

### Épisode 9:Ash vs. Ash
- États-Unis : 26 décembre 2015 sur Starz
- France : 
  - 28 janvier 2016 sur OCS Choc (en VOST)
  - 12 juin 2016 sur OCS Choc (en VF)

- États-Unis : 343 000 téléspectateurs[9] (première diffusion)

- Ido Drent (Brad)
- Samara Weaving (Heather)

### Épisode 10:Bienvenue en enfer
- États-Unis : 2 janvier 2016 sur Starz
- France : 
  - 28 janvier 2016 sur OCS Choc (en VOST)
  - 12 juin 2016 sur OCS Choc (en VF)

- États-Unis : 508 000 téléspectateurs[10] (première diffusion)

- Samara Weaving (Heather)

- On peut apercevoir une scène provenant du film Evil Dead 2.
- Dans le sous-sol, on peut apercevoir le gant de Freddy accroché au mur.